# Ümit Dündar
Ümit Dündar (Magnesia, 2 ottobre 1955) è un generale turco comandante dell'Esercito turco dal 2016 al 2021.

## Biografia
Dündar è stato capo dello stato maggiore delle Forze armate turche mentre il generale Hulusi Akar era tenuto in ostaggio dalle truppe golpiste durante il Colpo di Stato in Turchia del 2016. Attualmente è comandante dell'Esercito turco.